# San Carlos (Venezuela)
Pour les articles homonymes, voir San Carlos.
San Carlos est une ville du Venezuela, capitale de la paroisse civile de San Carlos de Austria, chef-lieu de la municipalité d'Ezequiel Zamora et capitale de l'État de Cojedes. En 2011, sa population s'élève à 106 645 habitants.

## Géographie
San Carlos est situé dans les hautes plaines centrales, à 152 mètres d'altitude.

## Histoire
La ville a été fondée en 1678 sous le nom de Villa de San Carlos de Austria.

## Sports
La commune abrite en périphérie le circuit de San Carlos, ouvert depuis 1972, qui a accueilli le Grand Prix moto du Venezuela de 1977 à 1979.